# Concentrație volumică
Concentrația volumică este o mărime fizică care indică componența unui amestec prin câtul dintre volumul componentului și volumul amestecului sau soluției.
{\displaystyle \varphi ({\text{component}})={\frac {V({\text{component}})}{V(\mathrm {solutie} )}}}
Este o mărime folosită pentru soluțiile neideale la care se produce contracție sau dilatare de volum la amestecarea componenților. Un exemplu foarte cunoscut îl constituie amestecurile lichide apă-etanol.

## Relațiile cu mărimi similare
Tabelul următor prezintă relațiile de transformare între mărimile care exprimă compoziția amestecurilor sau soluțiilor.
|                                 | Masă | Cantitate de substanță | Număr de particule | Volum |
| ------------------------------- | --- | --- | --- | --- |
| fracție                         | fracție masică w | fracție molară x | fracție a numărului de particule X                                                                                            | fracție volumică φ |
| fracție                         | {\displaystyle \sigma _{i}=w_{i}\cdot {\frac {\rho }{\rho _{i}^{0}}}}                                                          | {\displaystyle \sigma _{i}={\frac {x_{i}\cdot M_{i}}{\sum _{z=1}^{Z}(x_{z}\cdot M_{z})}}\cdot {\frac {\rho }{\rho _{i}^{0}}}} | {\displaystyle \sigma _{i}={\frac {X_{i}\cdot M_{i}}{\sum _{z=1}^{Z}(X_{z}\cdot M_{z})}}\cdot {\frac {\rho }{\rho _{i}^{0}}}} | {\displaystyle \sigma _{i}={\frac {\varphi _{i}\cdot \rho }{\sum _{z=1}^{Z}(\varphi _{z}\cdot \rho _{z}^{0})}}}         |
| concentrație                    | concentrație masică β | concentrație molară c | concentrație a numărului de particule C                                                                                       | concentrație volumică σ                                                                                                 |
| concentrație                    | {\displaystyle \sigma _{i}={\frac {\rho _{i}}{\rho _{i}^{0}}}}                                                                 | {\displaystyle \sigma _{i}={\frac {c_{i}\cdot M_{i}}{\rho _{i}^{0}}}}                                                         | {\displaystyle \sigma _{i}={\frac {C_{i}\cdot M_{i}}{N_{\mathrm {A} }\cdot \rho _{i}^{0}}}}                                   | {\displaystyle \sigma _{i}}                                                                                             |
| raport                          | raport masic ζ | raport molar r | raport al numărului de particule R                                                                                            | raport volumic ψ |
| raport                          | {\displaystyle \sigma _{i}={\frac {1}{\sum _{z=1}^{Z}\zeta _{zi}}}\cdot {\frac {\rho }{\rho _{i}^{0}}}}                        | {\displaystyle \sigma _{i}={\frac {M_{i}}{\sum _{z=1}^{Z}(r_{zi}\cdot M_{z})}}\cdot {\frac {\rho }{\rho _{i}^{0}}}}           | {\displaystyle \sigma _{i}={\frac {M_{i}}{\sum _{z=1}^{Z}(R_{zi}\cdot M_{z})}}\cdot {\frac {\rho }{\rho _{i}^{0}}}}           | {\displaystyle \sigma _{i}=\psi _{ij}\cdot \sigma _{j}={\frac {\rho }{\sum _{z=1}^{Z}(\psi _{zi}\cdot \rho _{z}^{0})}}} |
| cât cantitate de substanță/masă | molalitate b | molalitate b | | |
| cât cantitate de substanță/masă | {\displaystyle \sigma _{i}=b_{i}\cdot M_{i}\cdot {\frac {\rho _{j}}{\rho _{i}^{0}}}\cdot \sigma _{j}} (i = solut, j = solvent) | | | |
| cât cantitate de substanță/masă | cantitate de substanță parțială specifică q                                                                                    | | | |
| cât cantitate de substanță/masă | {\displaystyle \sigma _{i}=q_{i}\cdot M_{i}\cdot {\frac {\rho }{\rho _{i}^{0}}}}                                               | | | |

## Suma concentrațiilor volumice ale componenților unei soluții
Suma concentrațiilor volumice ale componenților unei soluții este egală raportului dintre suma volumelor componenților și volumul amestecului:
{\displaystyle \sigma _{i}+\sigma _{j}={\frac {V_{\Sigma }}{V}}}
|                     | {\displaystyle \sigma _{i}{\text{ vs. }}\varphi _{i}} | {\displaystyle V^{\mathrm {E} }=V-V_{\Sigma }} | {\displaystyle \sum _{z=1}^{Z}\sigma _{z}={\frac {V_{\Sigma }}{V}}={\frac {\sigma _{i}}{\varphi _{i}}}} |
| ------------------- | ----------------------------------------------------- | ---------------------------------------------- | --- |
| Contracție de volum | {\displaystyle \sigma _{i}>\varphi _{i}}              | {\displaystyle <0}                             | {\displaystyle >1}                                                                                      |
| Soluție ideală      | {\displaystyle \sigma _{i}=\varphi _{i}}              | {\displaystyle =0}                             | {\displaystyle =1}                                                                                      |
| Dilatare de volum   | {\displaystyle \sigma _{i}<\varphi _{i}}              | {\displaystyle >0}                             | {\displaystyle <1}                                                                                      |

σi = concentrația volumică a componentului i
φi = fracție volumică a componentului i
VE = volumul exces al amestecului
V = volumul amestecului
V0 = Suma volumelor tuturor componenților amestecului înainte de amestecare)
Exemplul unui amestec apă-etanol (la 20 °C) format prin amestecarea de volume egale de apă și etanol relevă:
{\displaystyle V_{i}=V_{j}\ \Leftrightarrow \ \psi _{ij}={\frac {V_{i}}{V_{j}}}=1\ \Leftrightarrow \ \varphi _{i}={\frac {V_{i}}{V_{i}+V_{j}}}=\varphi _{j}={\frac {V_{j}}{V_{i}+V_{j}}}=0{,}5=50\ \%}
Cu densitățile componenților puri ai amestecului la 20 °C urmează pentru concentrațiile volumice ale etanolului și apei (în cazul particular al egalității volumelor amestecate) la această temperatură:
{\displaystyle \sigma _{i}={\frac {\varphi _{i}\cdot \rho }{\varphi _{i}\cdot \rho _{i}+\varphi _{j}\cdot \rho _{j}}}=\sigma _{j}={\frac {\varphi _{j}\cdot \rho }{\varphi _{i}\cdot \rho _{i}+\varphi _{j}\cdot \rho _{j}}}={\frac {0{,}5\cdot 0{,}9266\ \mathrm {g/cm^{3}} }{0{,}5\cdot 0{,}7893\ \mathrm {g/cm^{3}} +0{,}5\cdot 0{,}9982\ \mathrm {g/cm^{3}} }}=0{,}5184}
Concentrațiile volumice sunt mai mari decât fracțiile volumice, există contracție de volum după amestecare. 
{\displaystyle \sigma _{i}+\sigma _{j}={\frac {V_{\Sigma }}{V}}\approx 1{,}037\ \ {\text{exprimat ca raport invers}}\ \ {\frac {V}{V_{\Sigma }}}\approx 0{,}965}